# Wolfgang Müller von Königswinter
Wolfgang Müller von Königswinter, en fait Peter Wilhelm Karl Müller, né le 15 mars 1816 à Königswinter et mort le 29 juin 1873 à Neuenahr, est un médecin prussien, homme politique et poète de poésie patriotique, de chansons folkloriques populaires et de légendes.

## Biographie

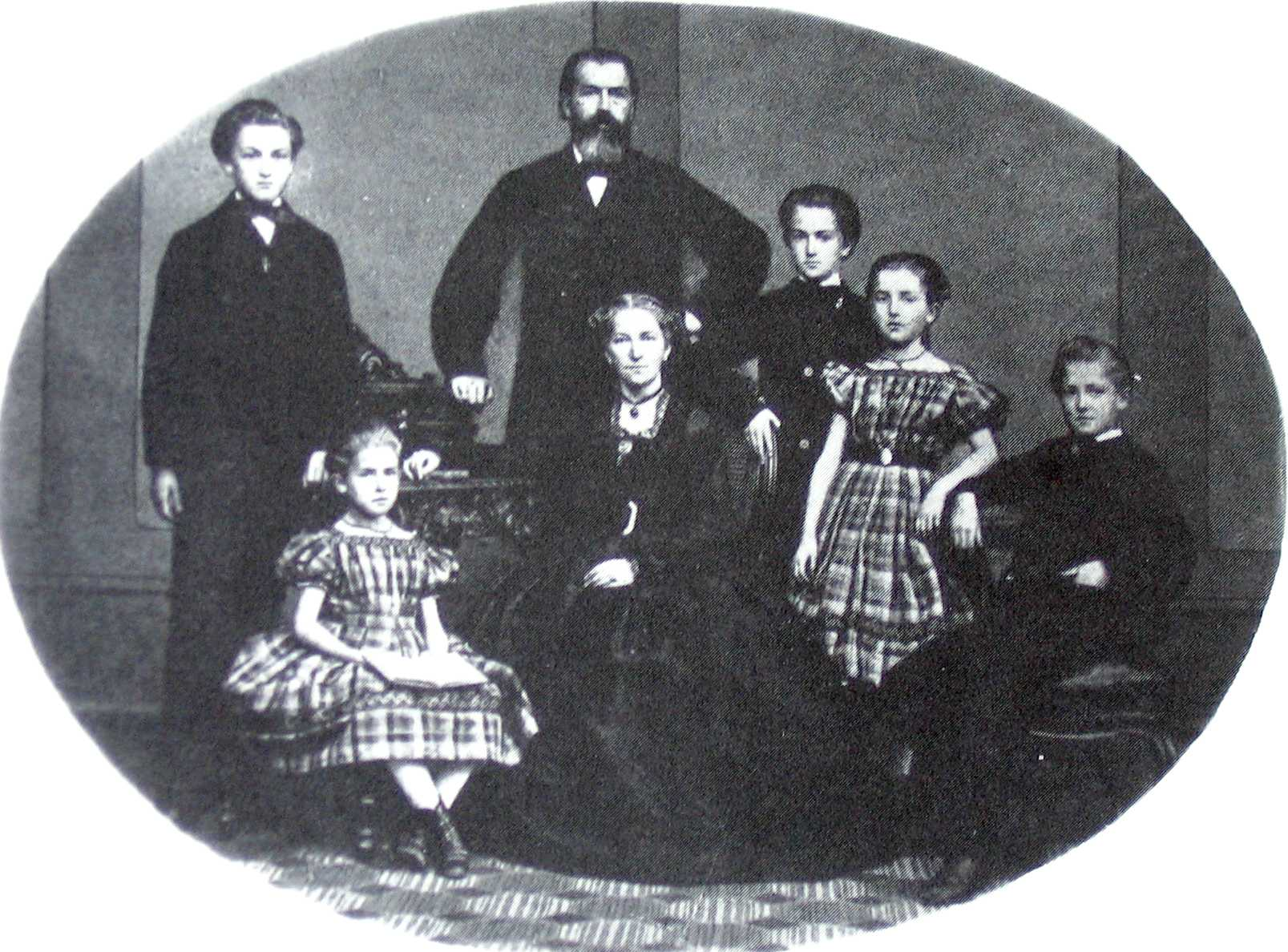
Wolfgang Müller von Königswinter avec sa famille

Wolfgang Müller naît le 15 mars 1816 à Königswinter. Il est le fils du docteur Johann Georg Müller (de) à Königswinter. Le père déménage ensuite à Bergheim, où Wolfgang passe son enfance et sa jeunesse. De 1827 à 1835, il étudie au lycée royal de Düsseldorf et écrit déjà ses premiers poèmes à cette époque. Chez ses parents, qui s'intéressent à l'art, il rencontre le compositeur Norbert Burgmüller, mort jeune, et les peintres Alfred Rethel, Jakob Becker et Andreas Achenbach. Pendant ce temps, Müller est amoureux de la jeune comtesse Stephanie von Nesselrode (de), une sœur de son ami d'école Maximilian von Nesselrode-Ehreshoven (de), et aussi la fille du mécène de Burgmüller, le comte Franz von Nesselrode, à qui il dédie de nombreux poèmes. Tout au long de sa vie, Müller a un grand penchant pour les beaux-arts, en particulier pour l'école de peinture de Düsseldorf.
À la demande de son père, Wolfgang Müller entreprend des études de médecine à l'université de Bonn en 1835 et cherche parallèlement à nouer des contacts avec des poètes et des écritures (Karl Simrock (de), Ferdinand Freiligrath, etc.). En 1838, il s'installe à l'Université de Berlin, où il passe son examen d'État en 1840, puis travaille comme chirurgien dans l'armée à Düsseldorf.
En 1842, il poursuit ses études de médecine à Paris, où il rencontre Heinrich Heine, Franz von Dingelstedt et Georg Herwegh. Après la mort soudaine de son père, il s'installe à Düsseldorf en tant que médecin généraliste. En 1847, il épouse Emilie Schnitzler (1822–1877), une fille de Karl Eduard Schnitzler (de). Un an plus tard, il devient membre du pré-parlement de l'église Saint-Paul de Francfort. En 1853, il abandonne sa profession médicale, s'installe à Cologne et devient écrivain indépendant. En mémoire, en 1854, il dédie une série de lettres d'histoire de l'art aux artistes de Düsseldorf des 25 dernières années et de 1860 à 1866, il prend la direction de l'album d'artistes de Düsseldorf pour la maison d'édition Arnz & Comp. (de)
Une maladie du foie en 1873 le pousse à s'installer dans la ville thermale de Neuenahr, où il meurt la même année à l'âge de 57 ans. Il est enterré dans la tombe familiale de sa femme au cimetière Melaten de Cologne (HWG, entre lit. D+E).

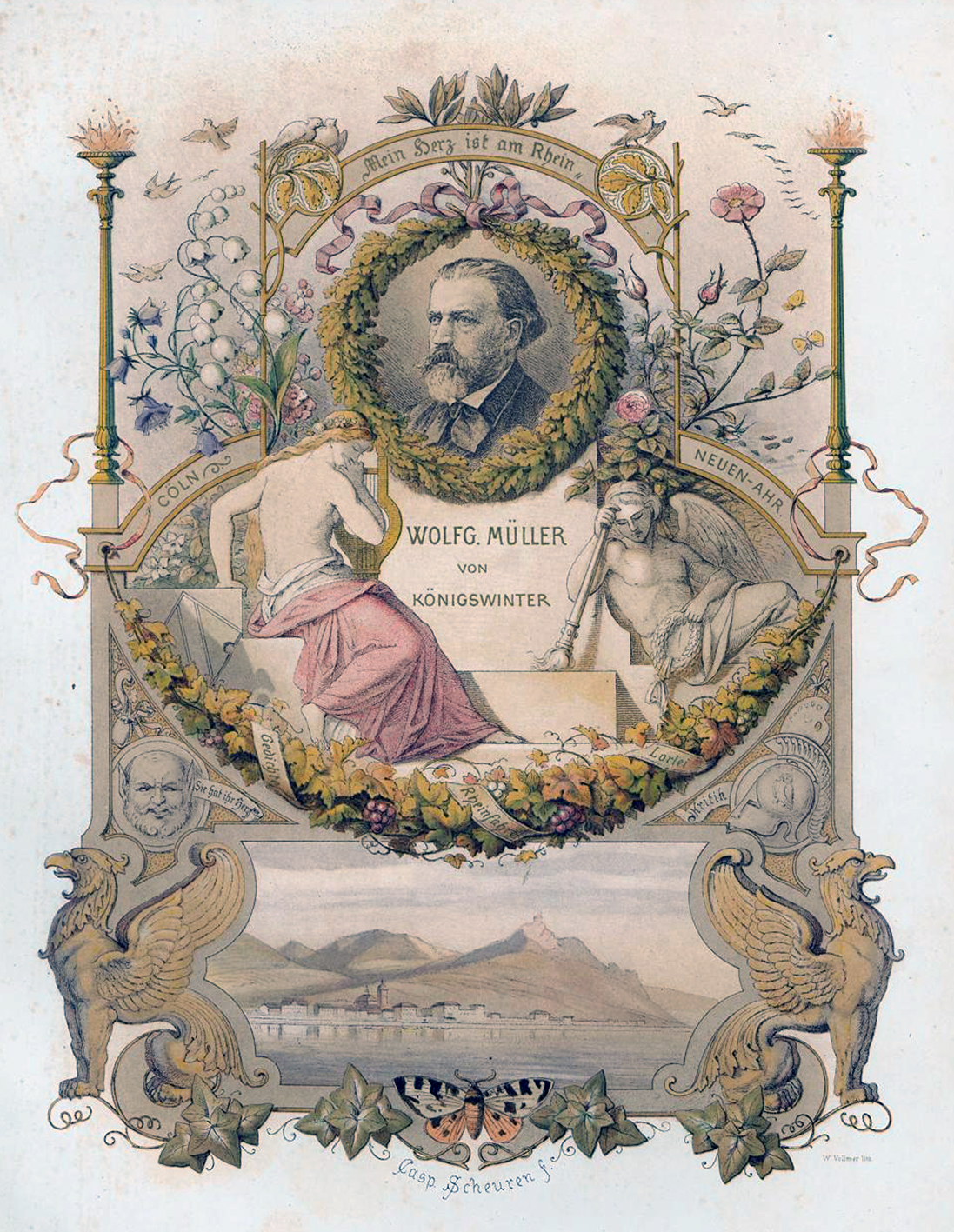
À la mémoire de Wolfgang Müller von Königswinter. Illustration de Caspar Scheuren, Deutsches Künstler-Album, 1875

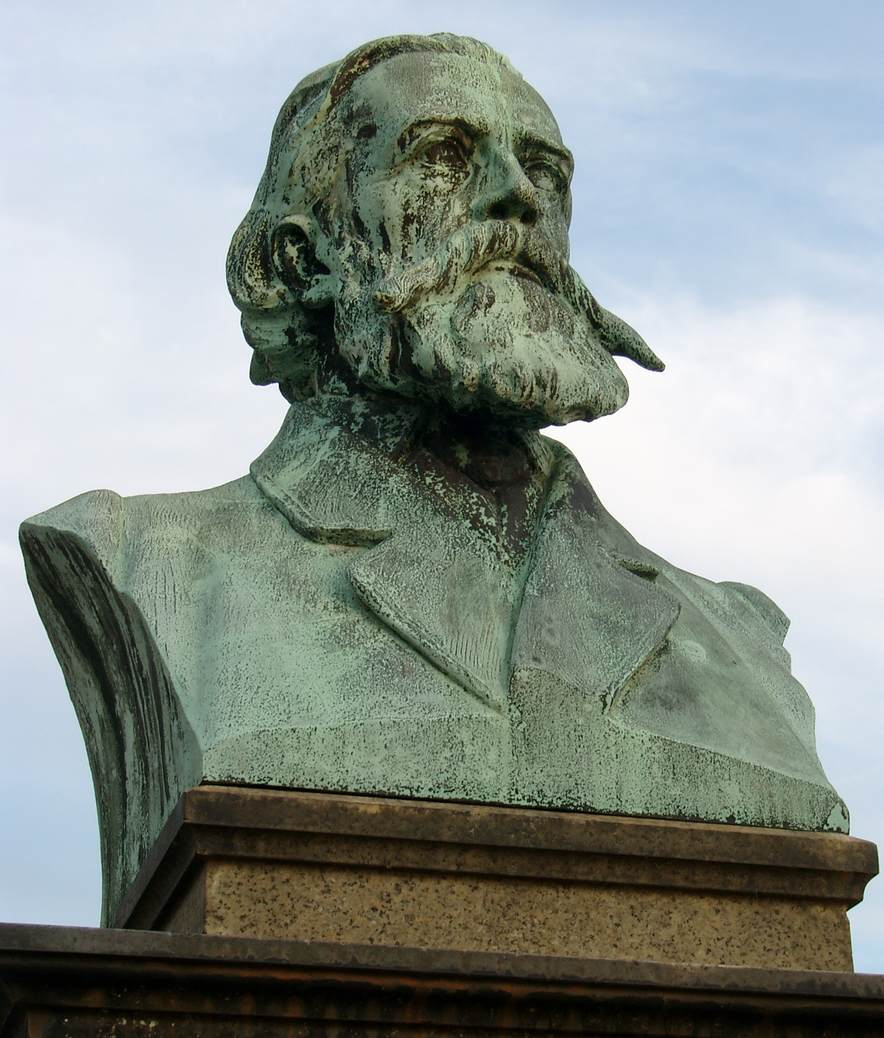
Buste (1896) de Wolfgang Müller von Königswinter par Otto Lessing sur la Rheinallee à Königswinter

## Famille
Müller a une sœur, Wally (de son vrai nom Walburga Caroline, né le 12 septembre 1817 à Königswinter et mort le 21 juillet 1912 Kronberg im Taunus). Elle travaille à Düsseldorf comme soprano au Singverein et participe aux Fête de la musique du Bas-Rhin (de) en 1832, 1835 et 1836. Le 12 mai 1838, elle épouse le peintre Jakob Becker, avec qui elle s'installe à Francfort-sur-le-Main en 1841. En 1901, elle publie Erinnerungen aus meinem Leben.

## Œuvres (en sélection)
- Erinnerungen an Norbert Burgmüller. In: Neue Zeitschrift für Musik. 1840 – Nachdruck unter dem Titel „Ich glaubte nur an Musik“. Wolfgang Müller von Königswinter, Erinnerungen an Norbert Burgmüller, hrsg. von Klaus Martin Kopitz, Begleitbuch zur Ausstellung zum 200. Geburtstag von Norbert Burgmüller im Institut Heinrich-Heine, Köln: Dohr, 2010,  (ISBN 978-3-936655-76-6)
- Junge Lieder, Düsseldorf: J. H. C. Schreiner 1841 (Digitalisat)
- Balladen und Romanzen. 1842.
- Rheinfahrt. 1846.
- Gedichte. 1847.
- Ode der Gegenwart. 1848.
- Germania. Ein satyrisches Märchen. 1848.
- Kinderleben in Liedern und Bildern. 1850.
  - Kinderleben in Liedern und Bildern. Schulz, Düsseldorf 1850 (digitalisierte Ausgabe der Bibliothèque universitaire et d'État de Düsseldorf).
- Lorelei. Rheinische Sagen. 1851.
- Adolph Tidemand: Norwegisches Bauernleben. Ein Cyclus in 10 Bildern. Mit allegorischem Titel in Farbendruck, entworfen von Caspar Scheuren. Nach den Original-Cartons, zu den für die Königliche Villa „Oskarshall“, bei Christiania, ausgeführten Gemälden, lithographiert von Johann Baptist Sonderland. Mit deutschem Text von Wolfgang Müller und norwegischem Text von Andreas Munch (de). Schulte, Düsseldorf 1851; 2. Auflage 1852 (digitalisierte Ausgabe der Universitäts- und Landesbibliothek Düsseldorf).
- Düsseldorfer Künstler-Album. Redigiert 1851, Leitung 1860 bis 1866.
- Die Maikönigin. Eine Dorfgeschichte in Versen. 1852.
- Düsseldorfer Künstler aus den letzten fünfundzwanzig Jahren. Kunstgeschichtliche Briefe. Rudolph Weigel, Leipzig 1854 (Digitalisat).
- Prinz Minnewein. Ein Mittsommerabendmärchen. 1854.
- Der Rattenfänger von St. Goar. Eine rheinische Kleinstädtergeschichte. 1854.
- Das Rheinbuch. Landschaft, Geschichte, Sage, Volksleben. Muquardt, Brüssel 1855 (digitalisierte Ausgabe der Universitäts- und Landesbibliothek Düsseldorf).
- Münchener Skizzenbuch. 1856.
- Gedichte. 2 Bände. Rümpler, Hannover 1857.
- Johann von Werth. Eine deutsche Reitergeschichte. 1858. (Digitalisat)
- Erzählungen eines rheinischen Chronisten. 1860/61.
- Alfred Rethel. Blätter der Erinnerung. F. A. Brockhaus, Leipzig 1861.
- Sie hat ihr Herz entdeckt. Lustspiel in einem Akt. 1863.
- Vier Burgen. 1864.
- Eine Fahrt durch’s Lahnthal. 1865
- Von drei Mühlen. 1865.
- Zum stillen Vergnügen. 1865.
- Rheinbuch. 1865.
- Märchenbuch für meine Kinder. 1866.
- Der Pilger in Italien. 1868.
- Durch Kampf zum Sieg. Zeitgedichte. 1870.
- Zauberer Merlin. 1871.
- Deutsches Künstler-Album mit Beiträgen lebender Künstler und Dichter. Düsseldorf 1871 (digitalisierte Ausgabe der Bayerischen Staatsbibliothek)
- Dramatische Werke. 1872.
- Das Haus der Brentano. 1873.